# Zimní olympijské hry 2002

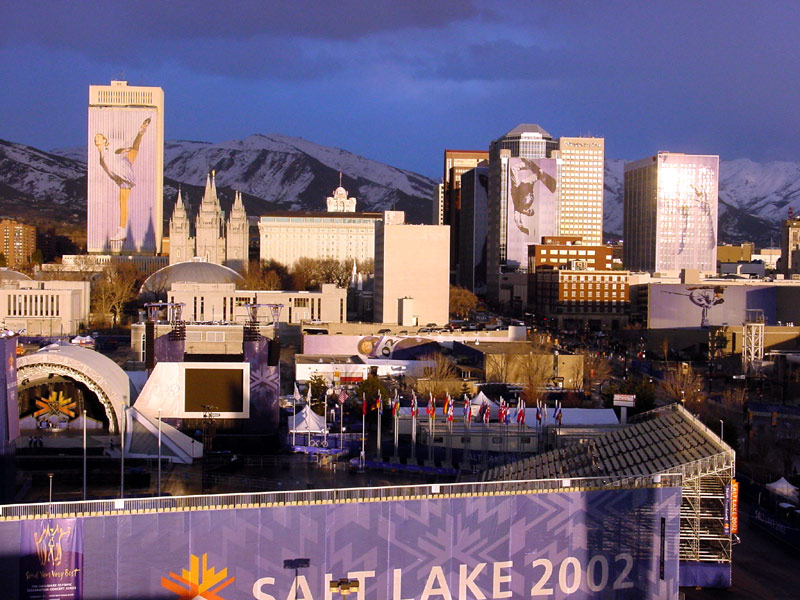
Pohled na Salt Lake City s olympijskými poutači

XIX. zimní olympijské hry 2002 se konaly v únoru 2002 v Salt Lake City ve Spojených státech. Zúčastnilo se jich 78 zemí, premiéru na zimní olympiádě měly Hongkong, Kamerun, Nepál, Tádžikistán a Thajsko. Poprvé od roku 1948 byl na program zařazen skeleton. Byla to první olympiáda, při které byl ve funkci předsedy MOV Jacques Rogge. Hry měly rekordní rozpočet, v přepočtu čtyřicet miliard korun.

## Volba
O pořadatelství Salt Lake City se rozhodlo na zasedání Mezinárodního olympijského výboru v Budapešti 16. června 1995. Poraženými protikandidáty byly Östersund (Švédsko), Sion (Švýcarsko) a Québec (Kanada). Později vyšlo najevo, že hlasování bylo ovlivněno úplatky, v důsledku skandálu odstoupilo deset členů MOV.

## Symboly
Maskoty her byli Powder (zajíc měnivý), Copper (kojot prérijní) a Coal (medvěd baribal). Oficiální písní byla skladba LeAnn Rimes „Light the Fire Within“.

## Zahajovací ceremoniál
Hymnu Spojených států amerických zazpíval Mormonský chrámový sbor. Olympijský oheň zapálili členové hokejového týmu USA, který vyhrál na ZOH 1980 (Zázrak na ledě). Ve vypjaté atmosféře po teroristických útocích 11. září 2001 se americký prezident George W. Bush odchýlil od tradiční formule a zahájil hry ve jménu „hrdého, vděčného a rozhodného národa“.

## Kalendář soutěží
| ÚC | Úvodní ceremoniál | ● | Soutěžní den disciplíny | 1 | Finále disciplíny | Ex | exhibice | ZC | Závěrečný ceremoniál |

| Únor                 | 8. Pá | 9. So | 10. Ne | 11. Po | 12. Út | 13. St | 14. Čt | 15. Pá | 16. So | 17. Ne | 18. Po | 19. Út | 20. St | 21. Čt | 22. Pá | 23. So | 24. Ne | Finále |
| -------------------- | ----- | ----- | ------ | ------ | ------ | ------ | ------ | ------ | ------ | ------ | ------ | ------ | ------ | ------ | ------ | ------ | ------ | ------ |
| Ceremoniály          | ÚC    |       |        |        |        |        |        |        |        |        |        |        |        |        |        |        | ZC     |        |
| Akrobatické lyžování |       | 1     |        |        | 1      |        |        |        |        |        | 1      | 1      |        |        |        |        |        | 4      |
| Alpské lyžování      |       |       | 1      | 1      |        | 1      | 1      |        | 1      | 1      |        |        | 1      | 1      | 1      | 1      |        | 10     |
| Běh na lyžích        |       | 2     |        |        | 2      |        | 1      | 1      |        | 1      |        | 2      |        | 1      |        | 1      | 1      | 12     |
| Biatlon              |       |       |        | 2      |        | 2      |        |        | 2      |        |        | 1      |        | 1      |        |        |        | 8      |
| Boby                 |       |       |        |        |        |        |        |        | ●      | 1      |        | 1      |        |        | ●      | 1      |        | 3      |
| Curling              |       |       |        | ●      | ●      | ●      | ●      | ●      | ●      | ●      | ●      | ●      | ●      | 1      | 1      |        |        | 2      |
| Krasobruslení        |       | ●     |        | 1      | ●      |        | 1      | ●      |        | ●      | 1      | ●      |        | 1      | Ex     |        |        | 4      |
| Lední hokej          |       | ●     | ●      | ●      | ●      | ●      | ●      | ●      | ●      | ●      | ●      | ●      | ●      | 1      | ●      | ●      | 1      | 2      |
| Rychlobruslení       |       | 1     | 1      | ●      | 1      | ●      | 1      |        | 1      | 1      |        | 1      | 1      |        | 1      | 1      |        | 10     |
| Saně                 |       |       | ●      | 1      | ●      | 1      |        | 1      |        |        |        |        |        |        |        |        |        | 3      |
| Severská kombinace   |       | ●     | 1      |        |        |        | ●      | 1      |        |        |        |        |        | ●      | 1      |        |        | 3      |
| Short track          |       |       |        |        |        | 1      |        |        | 2      |        |        |        | 2      |        |        | 3      |        | 8      |
| Skeleton             |       |       |        |        |        |        |        |        |        |        |        |        | 2      |        |        |        |        | 2      |
| Skoky na lyžích      | ●     |       | 1      |        | ●      | 1      |        |        |        |        | 1      |        |        |        |        |        |        | 3      |
| Snowboarding         |       |       | 1      | 1      |        |        | ●      | 2      |        |        |        |        |        |        |        |        |        | 4      |
| Celkem disciplín     |       | 4     | 5      | 6      | 4      | 6      | 4      | 5      | 6      | 4      | 4      | 5      | 7      | 5      | 4      | 7      | 2      | 78     |
| Kumulativní součet   |       | 4     | 9      | 15     | 19     | 25     | 29     | 34     | 40     | 44     | 48     | 53     | 60     | 65     | 69     | 76     | 78     |        |
| Únor                 | 8. Pá | 9. So | 10. Ne | 11. Po | 12. Út | 13. St | 14. Čt | 15. Pá | 16. So | 17. Ne | 18. Po | 19. Út | 20. St | 21. Čt | 22. Pá | 23. So | 24. Ne | Finále |

## Pořadí národů
| Pořadí | Země                         | Zlato | Stříbro | Bronz | Celkem |
| 1      | Norsko (NOR)                 | 13    | 5       | 7     | 25     |
| 2      | Německo (GER)                | 12    | 16      | 8     | 36     |
| 3      | Spojené státy americké (USA) | 10    | 13      | 11    | 34     |
| 4      | Kanada (CAN)                 | 7     | 3       | 7     | 17     |
| 5      | Rusko (RUS)                  | 5     | 4       | 4     | 13     |
| 6      | Francie (FRA)                | 4     | 5       | 2     | 11     |
| 7      | Itálie (ITA)                 | 4     | 4       | 5     | 13     |
| 8      | Finsko (FIN)                 | 4     | 2       | 1     | 7      |
| 9      | Nizozemsko (NED)             | 3     | 5       | 0     | 8      |
| 10     | Rakousko (AUT)               | 3     | 4       | 10    | 17     |
| 11     | Švýcarsko (SUI)              | 3     | 2       | 6     | 11     |
| 12     | Chorvatsko (CRO)             | 3     | 1       | 0     | 4      |
| 13     | Čína (CHN)                   | 2     | 2       | 4     | 8      |
| 14     | Jižní Korea (KOR)            | 2     | 2       | 0     | 4      |
| 15     | Austrálie (AUS)              | 2     | 0       | 0     | 2      |
| 16     | Česko (CZE)                  | 1     | 2       | 0     | 3      |
| 17     | Estonsko (EST)               | 1     | 1       | 1     | 3      |
| 18     | Velká Británie (GBR)         | 1     | 0       | 1     | 2      |
| 19     | Švédsko (SWE)                | 0     | 2       | 5     | 7      |
| 20     | Bulharsko (BUL)              | 0     | 1       | 2     | 3      |
| 21     | Japonsko (JPN)               | 0     | 1       | 1     | 2      |
| 22     | Polsko (POL)                 | 0     | 1       | 1     | 2      |
| 23     | Bělorusko (BLR)              | 0     | 0       | 1     | 1      |
| 24     | Slovinsko (SLO)              | 0     | 0       | 1     | 1      |
| Celkem | Celkem                       | 80    | 76      | 78    | 234    |

## Česko na ZOH 2002
V české výpravě bylo 76 sportovců. Aleš Valenta vyhrál soutěž v akrobatických skocích, Kateřina Neumannová skončila třetí v běhu na lyžích na 15 km volnou technikou. Po diskvalifikaci ruských závodnic kvůli dopingu obdržela Neumannová dodatečně dvě stříbrné medaile: za 15 km volně a za stíhací závod 5+5 km.

## Zajímavosti
- Nejúspěšnějším sportovcem her byl norský biatlonista Ole Einar Bjørndalen se čtyřmi zlatými medailemi, Janica Kostelićová a Samppa Lajunen získali tři zlaté. Obě individuální skokanské soutěže vyhrál Švýcar Simon Ammann. Norská výprava se třinácti prvenstvími vyrovnala rekord Sovětského svazu z roku 1976.
- Pro Španělsko získal tři olympijská vítězství běžec na lyžích Johann Mühlegg, ale po dopingové aféře mu byly medaile odebrány.
- V short tracku získaly dvě země první zlatou medaili ze zimní olympiády: Čína díky Yang Yang (A) a Austrálie díky Stevenu Bradburymu, jemuž k překvapivému vítězství pomohl pád všech soupeřů ve finálové jízdě.
- Hokejový turnaj vyhráli Kanaďané po padesátileté přestávce, jejich talismanem byla dolarová mince zamrzlá v ledu („lucky loonie“).[5] Překvapením bylo čtvrté místo Běloruska.
- Hry byly poznamenány protesty ruské výpravy, která si stěžovala na systematickou nepřízeň rozhodčích.[6]